# Copa de la Lliga alemanya de futbol

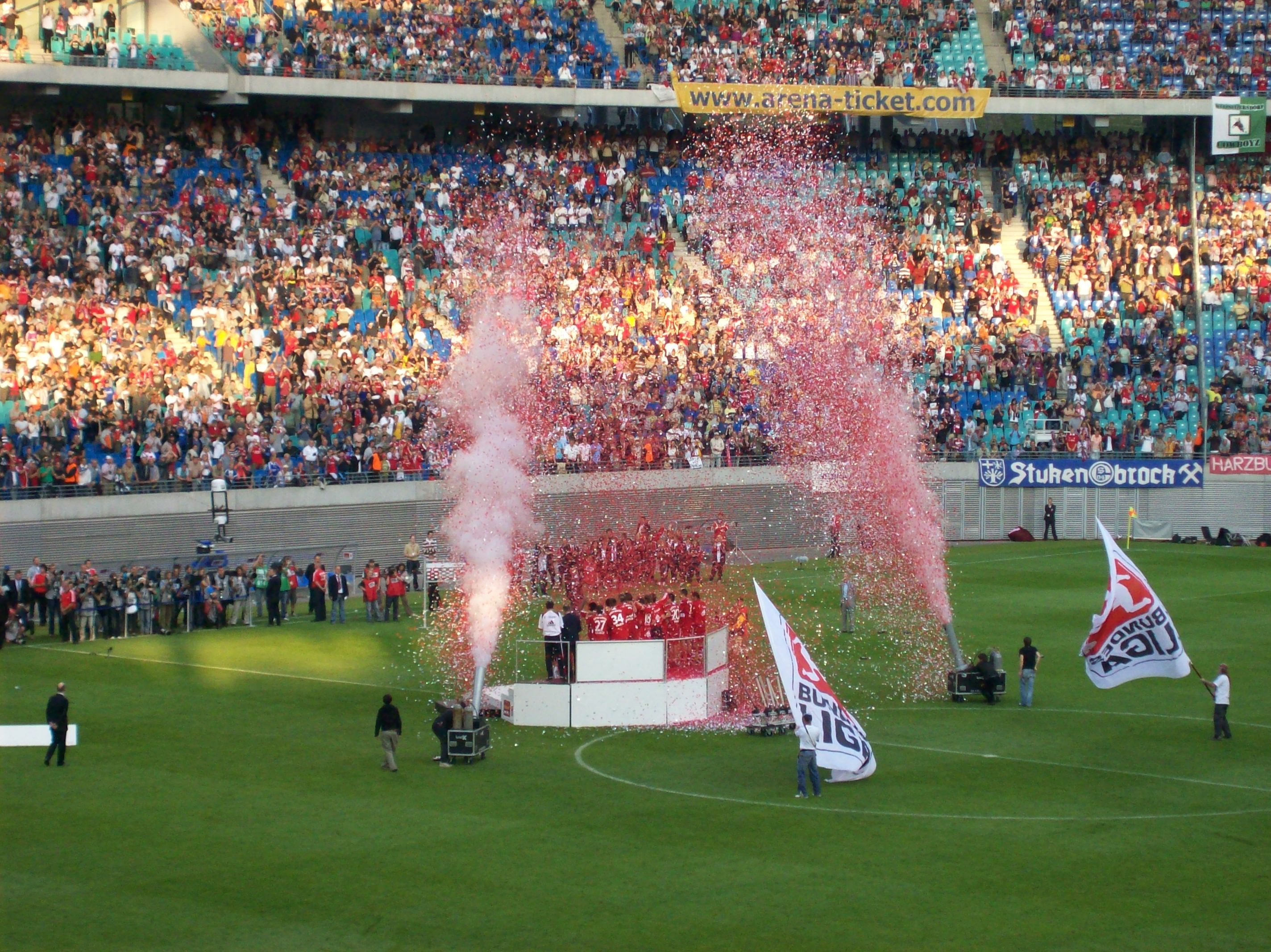
Celebració per la consecució de la Copa de la Lliga de 2007, per l'F.C. Bayern de Múnic.

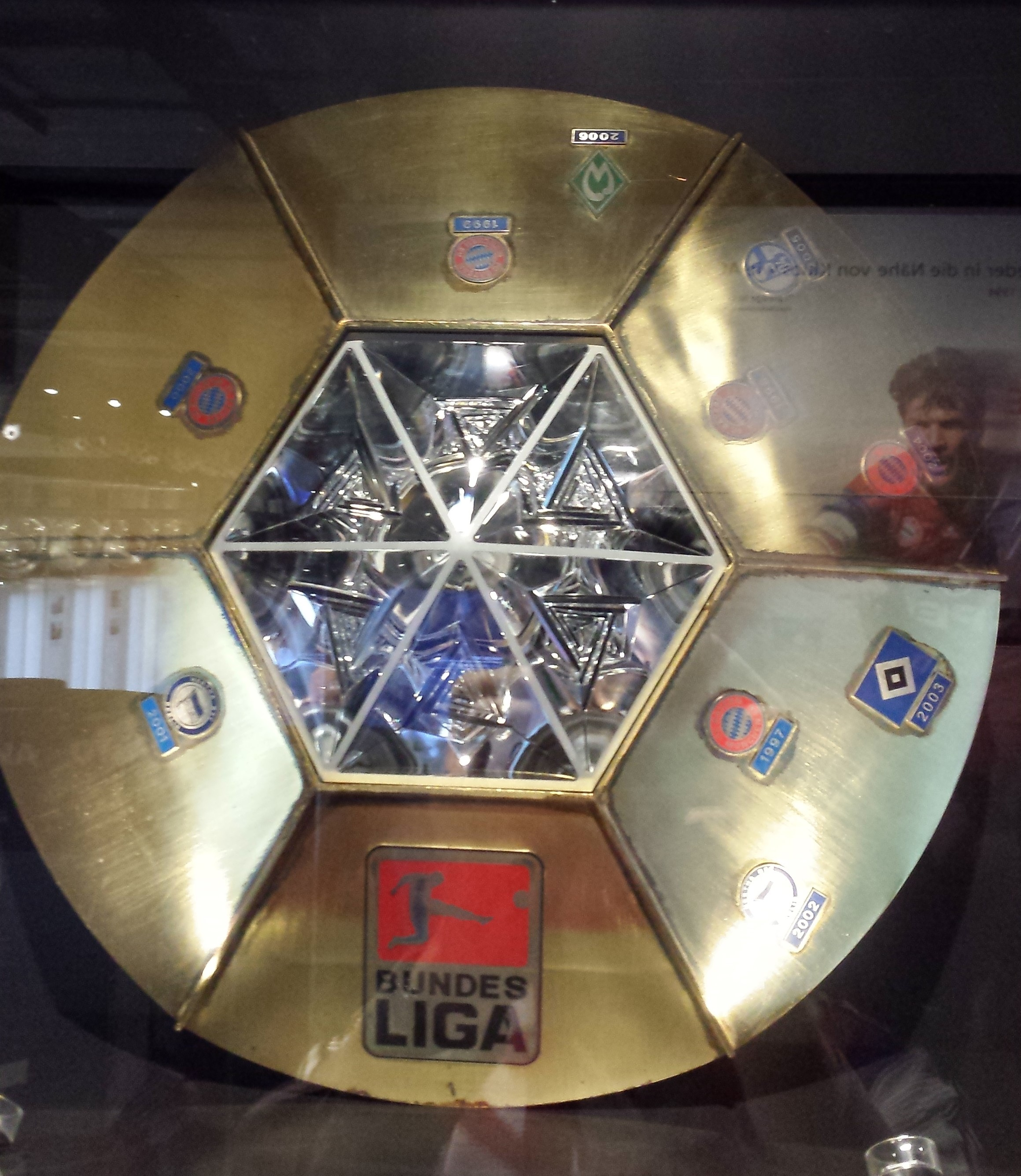
Trofeu de la Copa de la Lliga al Museu del Bayern.

La Copa de la Lliga alemanya (originalment: Premiere Ligapokal) era una competició futbolística alemanya que disputaven els equips més rellevants de la 1. Bundesliga i la 2. Bundesliga.
La primera edició es va disputar la temporada 1972/7. Durant més de 20 anys no es va disputar, fins que l'any 1997 tornà a jugar-se, tot substituint a la Supercopa alemanya de futbol.
Exceptuant la primera edició, el format consistia en eliminatòries directes en les quals hi prenien part els 4 primers classificats de la Bundesliga 1, el campió de la Copa d'Alemanya i el campió de la Bundesliga 2. Tots els emparellaments es disputaven a partit únic sobre terreny neutral.
Es deixà de disputar l'any 2008 amb motiu de la celebració del Campionat d'Europa de futbol. A partir d'aleshores es va recuperar la Supercopa alemanya.

## Historial
Font:
| Any     | Campió              | Resultat | Finalista                | Seu                                  |
| ------- | ------------------- | -------- | ------------------------ | ------------------------------------ |
| 1972–73 | Hamburger SV (1)    | 4–0      | Borussia Mönchengladbach | Volksparkstadion, Hamburg            |
| 1997    | Bayern de Múnic (1) | 2–0      | VfB Stuttgart            | Ulrich-Haberland-Stadion, Leverkusen |
| 1998    | Bayern de Múnic (2) | 4–0      | VfB Stuttgart            | BayArena, Leverkusen                 |
| 1999    | Bayern de Múnic (3) | 2–1      | Werder Bremen            | BayArena, Leverkusen                 |
| 2000    | Bayern de Múnic (4) | 5–1      | Hertha BSC               | BayArena, Leverkusen                 |
| 2001    | Hertha BSC (1)      | 4–1      | Schalke 04               | Carl-Benz-Stadion, Mannheim          |
| 2002    | Hertha BSC (2)      | 4–1      | Schalke 04               | Ruhrstadion, Bochum                  |
| 2003    | Hamburger SV (2)    | 4–2      | Borussia Dortmund        | Bruchwegstadion, Mainz               |
| 2004    | Bayern de Múnic (5) | 3–2      | Werder Bremen            | Bruchwegstadion, Mainz               |
| 2005    | Schalke 04 (1)      | 1–0      | VfB Stuttgart            | Zentralstadion, Leipzig              |
| 2006    | Werder Bremen (1)   | 2–0      | Bayern de Múnic          | Zentralstadion, Leipzig              |
| 2007    | Bayern de Múnic (6) | 1–0      | Schalke 04               | Zentralstadion, Leipzig              |

## Palmarès per clubs
| Club                     | Títols | Anys campió                        | Subtítols | Anys subcampió   |
| ------------------------ | ------ | ---------------------------------- | --------- | ---------------- |
| FC Bayern München        | 6      | 1997, 1998, 1999, 2000, 2004, 2007 | 1         | 2006             |
| Hertha Berlin            | 2      | 2001, 2002                         | 1         | 2000             |
| Hamburg                  | 2      | 1973, 2003                         | -         | –--              |
| Schalke 04               | 1      | 2005                               | 3         | 2001, 2002, 2007 |
| Werder Bremen            | 1      | 2006                               | 2         | 1999, 2004       |
| VfB Stuttgart            | -      | –--                                | 3         | 1997, 1998, 2005 |
| Borussia Mönchengladbach | -      | –--                                | 1         | 1973             |
| Borussia Dortmund        | -      | –--                                | 1         | 2003             |